# Sessenheim
Sessenheim – miejscowość i gmina we Francji, w regionie Grand Est, w departamencie Dolny Ren.
Według danych na rok 1990 gminę zamieszkiwały 1542 osoby, a gęstość zaludnienia wynosiła 168 osób/km² (wśród 903 gmin Alzacji Sessenheim plasuje się na 181. miejscu pod względem liczby ludności, natomiast pod względem powierzchni na miejscu 271.).